# Чёрный музей
«Черный музей» (англ. Black Museum) — шестой и заключительный эпизод четвёртого сезона телесериала-антологии «Чёрное зеркало». Сценарий написал создатель сериала Чарли Брукер, частично адаптировав рассказ «Болезависимый» Пенна Джиллетта. Режиссёром стал Колм Маккарти. Премьера состоялась на Netflix 29 декабря 2017 года.
Эпизод представляет собой антологию из трёх историй, рассказанных Роло Хейнсом (Дуглас Ходж), владельцем загородного «Чёрного музея», его посетительнице Ниш (Летиша Райт). Все его истории касаются отдельных экспонатов музея и связаны с технологиями, которые позволяют исследовать границы человеческого сознания и переносить его.

## Сюжет
Дожидаясь, пока машина зарядится, Ниш (Летиша Райт) заходит в «Чёрный музей», который содержит аутентичные уголовные артефакты. Она встречает владельца музея Роло Хейнса (Дуглас Ходж), который проводит для неё экскурсию, рассказывая про отдельные экспонаты. Истории, которые он рассказывает, показаны как флэшбеки.
В прошлом Хейнс был вербовщиком в компании нейронаучных исследований. Он убеждает врача Питера Доусона (Дэниел Лапейн) принять участие в одной из их программ. Ему монтируют чип, который позволяет ему физически ощущать то, что чувствуют его пациенты, что значительно облегчает диагностику. Кроме того, Доусон использует это устройство и во время секса со своей девушкой, увеличивая удовольствие для него. Однажды в больницу попадает сенатор, которого отравили «редким ядом из России». В то время как Доусон использует своё устройство, пациент умирает. Доусон теряет сознание, а после того, как приходит в себя, начинает получать удовольствие от боли. Он пользуется устройством для сексуального возбуждения, которое ему даёт боль пациентов, вместо того, чтобы определять их диагноз. В конце концов его выгоняют из больницы, и он продолжает причинять себе боль. Со временем он осознаёт, что боль без страха не приносит ему удовольствия, и убивает бездомного. Его арестовывают, но он навсегда остаётся в вегетативном состоянии.
В настоящем Ниш даёт Хейнсу глотнуть воды, потому что система кондиционирования в музее сломана, и Хейнс начинает рассказ о плюшевой обезьяне. Хейнс убедил мужчину по имени Джек (Элдис Ходж) переместить сознание его коматозной жены Кэрри (Александра Роуч) в его собственный мозг. Сначала Кэрри получает удовольствие от того, что разделяет ощущения Джека, в том числе объятия с их сыном Паркером. Впрочем, совместное сознание начинает отражаться на паре: Джек не имеет приватности, а Кэрри не имеет субъектности в реальном мире. Хейнс даёт Джеку возможность «ставить на паузу» жену. Джек встречает Эмили, и она убеждает его переместить сознание Кэрри в плюшевую обезьяну, которую они дарят Паркеру. Обезьяна может произносить две фразы: «Обезьяна любит тебя» вместо «да» и «Обезьяне нужны объятия» вместо «нет». Кэрри свирепствует, однако Эмили грозится уничтожить её, если она не будет вести себя нормально. Со временем Паркеру надоедает игрушка, и он забывает о ней. В настоящем времени Хейнс говорит, что перемещение сознания Кэрри в обезьянку было признано незаконным и привело к его увольнению. Также он говорит, что Кэрри до сих пор в обезьяне, поскольку удалить её тоже было бы незаконно.
Хейнс и Ниш продвигаются к главному аттракциону в музее: зловещей голограмме Клэйтона Ли (Бабс Олусанмокун). Хейнс заставил осуждённого убийцу Клэйтона подписать права владения его посмертным сознанием, если его осудят на смерть. После казни Клэйтона Хейнс возрождает его в своём музее в виде голограммы. Клэйтон используется для симуляции электрического стула: каждый посетитель может «убить» его и получить мини-копию Клэйтона в вечной агонии, которую используют как брелок.
В настоящем времени Хейнс начинает задыхаться. Ниш признаётся, что она дочь Клэйтона. Она сломала кондиционер музея и отравила воду, которой напоила Хейнса. Она уверяет, что её отец был невиновен, но, поскольку суд так и не отменил решение о казни, протесты, которые начинались, быстро погасли. Тем временем музей терял привлекательность, и Хейнс вынужден был иметь дело с откровенными садистами и расистами, которые получали удовольствие, истязая Клэйтона. В конце концов они довели голограмму до безумия, Клэйтон больше не показывал никаких признаков «жизни». Это заставило мать Ниш выпить «бутылку водки и банку таблеток». Хейнс умирает, а Ниш перемещает его сознание в голограмму Клэйтона. Она ставит симуляцию электрического стула на максимум, убивая его, и сохраняет сувенир с сознанием Хейнса, которое находится в постоянной агонии. За всем этим наблюдает обезьяна, в которой содержится сознание Кэрри.
Ниш говорит со своей матерью, и становится понятно, что она разделяет своё сознание с материнским, как делили сознание Кэрри и Джек. Ниш уезжает, забрав с собой плюшевую обезьяну.

## Производство

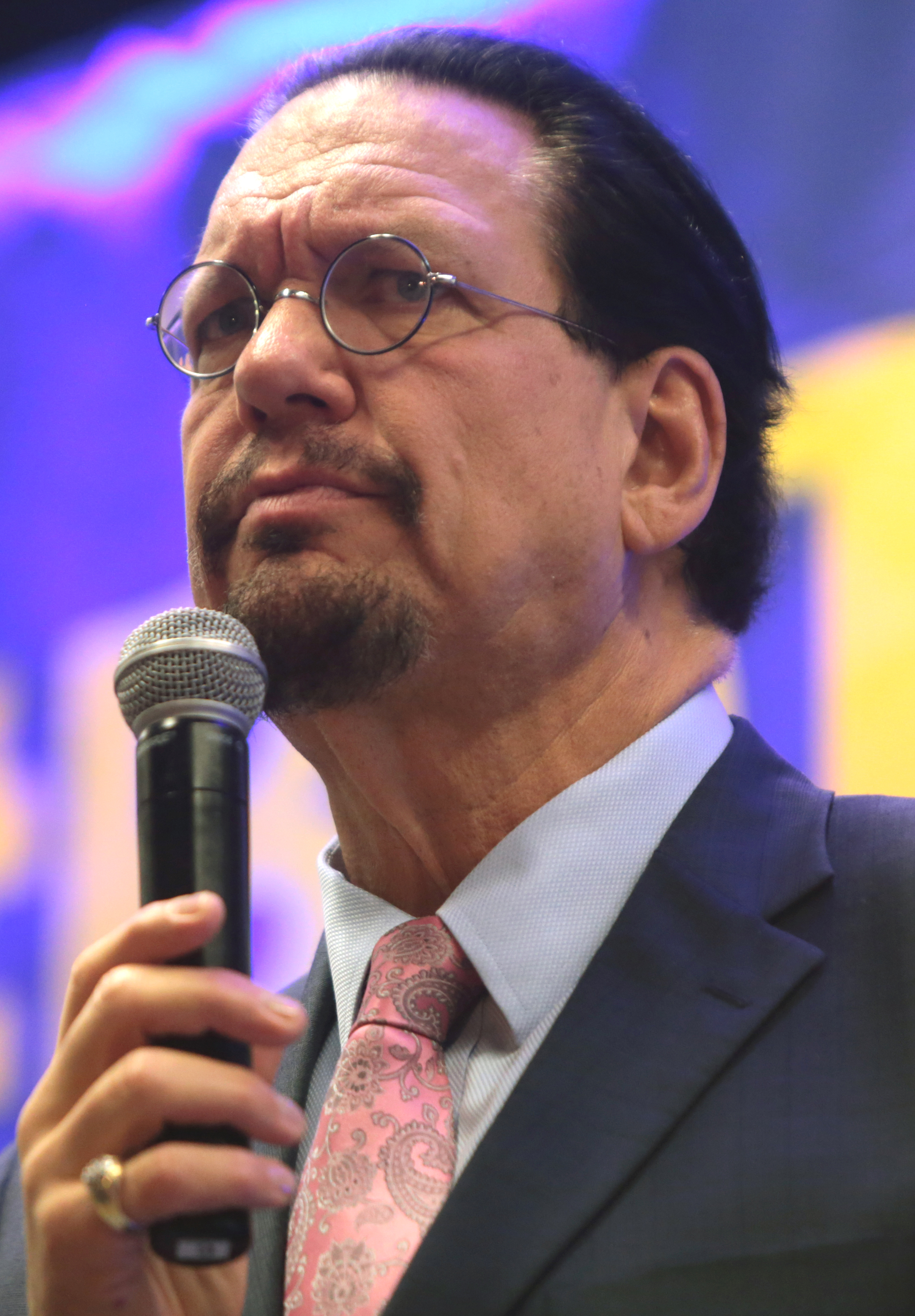
Первая история в эпизоде была основана на рассказе Пенна Джиллетта «Болезависимый», написанном в 1980-х.

Первая из историй эпизода — история доктора Доусона — основана на рассказе Пенна Джиллетта «Болезависимый». Джилетт написал рассказ, основываясь на собственном опыте пребывания в социальной больнице в Испании в 1981 году, где ему было трудно поставить диагноз из-за языкового барьера. В рассказе «Болезависимый» тоже существует технология, которая позволяет врачу чувствовать то, что чувствуют его пациенты, но, по словам Джиллетта, «у этого типа развивается зависимость от боли, и он начинает бить пациентов, чтобы чувствовать их боль. Также он впадает в садомазохизм, а единственным его желанием становится присоединиться к Иисусу на кресте». Джиллетт хотел написать книгу на основе этого рассказа, но издательства отказались его печатать из-за слишком мрачного тона рассказа. В конце концов он нашёл возможность переговорить с Чарли Брукером, а за два года Брукер связался с Джиллеттом и пояснил, что «Чёрный музей» будет эпизодом-антологией и он хочет использовать «Болезависимого» как его часть. Джиллетт разрешил использовать его рассказы, хотя Брукер сделал необходимые для сериала редакции.
Дэниел Лапейн исполняет роль врача Питера Доусона и ранее уже появлялся в сериале в эпизоде «История всей твоей жизни».
Съёмки эпизода длились месяц. Съемки проходили в Неваде и в Испании.

### Связи с предыдущими эпизодами
По словам режиссёра эпизода Колма Маккарти, «Чёрный музей» содержит ссылки на каждый из предыдущих эпизодов «Чёрного зеркала»; многие из них были размещены художником-постановщиком Джоэлем Коллинзом. Например, Джек читает комикс под названием «15 миллионов заслуг»; на экране у входа в музей демонстрируют ролик с Викторией Скиллейн из «Белого медведя», как и костюмы «убийц» на манекенах. Много музейных экспонатов взято из предыдущих эпизодов: АДН из эпизода «Враг народа»; леденец, который Дейли использует, чтобы клонировать сына Уолтона в «USS Каллистер»; родительский планшет из эпизода «Аркангел»; окровавленная ванна, в которой был убит муж Шазии из эпизода «Крокодил». Кроме того, эпизод делает несколько отсылок к «Сан-Джуниперо», а именно название компании TCKR, госпиталь святого Джуниперо и наряды Йорки и Келли, использованные как экспонаты музея.